# Heterophasia picaoides
La sibia colilarga (Heterophasia picaoides) es una especie de ave paseriforme de la familia Leiothrichidae propia del sureste de Asia. Anteriormente se consideraba la única especie del género Heterophasia, y las demás especies se ubicaban en el género Malacias. 

## Distribución y hábitat
La sibia colilarga se encuentra desde la zona central de Nepal y el noreste de la India hasta Bangladés, Bután, el sur de China, Laos, Malasia, Myanmar, Nepal, Tailandia y Vietnam, como también en Sumatra. Su hábitat son los bosques de hoja perenne, bosques de pino y roble, zona de malezas con árboles grandes y zonas aledañas a los bosques.